# Цацики
Цацики је умак или сос који је заступљен у кухињама југоисточне Европе и Блиског истока. Направљен је од сланог процеђеног јогурта или разблаженог јогурта помешаног са краставцима, белим луком, сољу, маслиновим уљем, понекад са сирћетом или лимуновим соком, и биљем попут мирођије, нане, першуна и мајчине душице. Обично се служи као хладно предјело (мезе) или прилог.

## Историја
Тартар је било име јела од млевених ораха и сирћета у средњовековном Османском царству. Јела од разних састојака у региону, укључујући умаке, салате и сосове, стекла су то име. На Леванту је таратар сос на бази тахинија, док је у Турској и на Балкану значио комбинацију јогурта и краставаца, понекад са орасима. Постао је традиционални део мезеа.

## Етимологија
Реч tzatziki појавила се у енглеском језику средином 20. века као позајмљеница са новогрчког (τζατζικι), која заузврат потиче од турске речи cacık, нејасног или непознатог порекла. Можда је повезана са јерменском речју цациг, али сама јерменска реч може потицати из турског или курдског језика.
Корен је вероватно повезан са неколико речи у западноазијским језицима. Персијска реч жаж (ژاژ) односи се на разне биљке које се користе за кување. Путопис Евлије Челебије из 17. века, Сејахатнејм, дефинисао је цациг као неку врсту биљке која се додаје у храну.
Савремена верзија цацикија документована је 1876. године, као биљна салата са јогуртом.
Реч тартар налази се на језицима од Балкана до Леванта, а претпоставља се да је словенског порекла и долази из Бугарске.

## Врсте

### Грчка
Цацики сос у грчком стилу обично се служи као мезе, једе се са хлебом, прженим патлиџаном или тиквицама.
Цацики је направљен од процеђеног јогурта (обично од овчијег или козјег млека) помешаног са краставцима, белим луком, сољу, маслиновим уљем, а понекад и лимуновим соком, мирођијом и наном или першуном. Неке варијације се праве са рогозом или туштом.
Тушт се на грчком зове глистрида и а ово јело се назива глистрида са јогуртом, што значи салата од тушта и јогурта, а не цацики. Један једноставан рецепт захтева тушт, маслиново уље, црвено винско сирће и мирођију. Друга врста је направљена од тушта, нане, коријандера, першуна и млевеног коријандера, заједно са стандардном базом од јогурта и краставаца.

### Турска
Турски цацики прави се комбиновањем мало воде и јогурта у дубокој посуди, белог лука и различитих комбинација свежег поврћа и зачинског биља. Количина употребљене воде зависи од тога колико кувар жели да буде цацикија. Понекад се јело сервира као хладна супа, али може се направити и гушће по укусу. Процеђени јогурт може заменити неки други јогурт. Бели лук се дроби у малтеру и туца заједно са сољу, а краставци се или исецкају или нарендају.
Згњечени бели лук, јогурт и краставац темељно се комбинују пре него што се јело украси неком комбинацијом алепског бибера, паприке, сумака или нане. Посебно је популаран током летњих месеци и по жељи може се служити са ледом.
Када се заједно са краставцем дода исецкана шаргарепа, она се назива havuçlu cacık. У Турској се таратор назива и balkan cacığı, а прави се од свежег младог лука и нане. Остале сорте турског цацикија могу укључивати исецкану ротквицу  или сецкану црвену паприку и свежи першун. По жељи се може додати и мирођија. По неким рецептима додаје се свеж босиљак или кашика сирћета. Једна верзија са босиљком је прави се са млевеним орасима, лешницима и сецканим свежим босиљком.
Нису сви цацикији направљени од исецканог краставца - понекад се користе разне врсте лиснатог зеленила или биља у комбинацији са другим састојцима. На пример, према једној верзији цацики се прави са куваним јагодичастим воћем (исто које се користи за прављење Нојевог пудинга) и свежом мирођијом. Од цацикија се може направити и врста салате са туштом. Понекад се прави од незрелих (зелених) бадема званих çağla на турском. Може се правити и од дивљих јестивих биљака попут çıtlık и јести у фолији званој dürüm.
За cacıklı arap köftesi, кофта направљена од мешавине булгура и млевеног меса служи се преко цацикија. У овом случају цацики се прави од блитве, а не од уобичајеног краставца. (Блитва може бити замењена спанаћем или першуном. У неким рецептима се користи тушт.)  Bulgurlu madımak cacığı прави се од испуцале пшенице, краставца и врсте Полигонума званог madımak.

### Балкан
Тартар се налази у многим балканским земљама. Често се припрема као хладна супа, популарна лети. Направљен је од јогурта, краставца, белог лука, ораха, мирођије, биљног уља и воде, а служи се расхлађен или чак са ледом. Локалне варијације могу заменити јогурт водом и сирћетом, изоставити орахе или мирођију или додати хлеб. Краставци се у ретким приликама могу заменити зеленом салатом или шаргарепом.
Друга варијанта је понекад позната и као „суви тартар“, или као салата Снежанка, а служи се као предјело или прилог. Током припреме јогурт стоји неколико сати у марами и цеђењем губи око половине воде. Затим се додају краставци, бели лук, млевени ораси, со и биљно уље.
У Бугарској је тартар популарно мезе, али се уз већину јела служи и као прилог уз шопску салату. Чешће се користе сунцокретово уље и маслиново уље, а ораси се понекад изоставе. Тартар је зачињен белим луком и мирођијом, а оба се могу изоставити. То је популарно јело у Бугарској и уобичајено је освежење током лета.
У Албанији је тартар врло популарно јело током лета. Обично се служи хладно и обично се прави од јогурта, белог лука, першуна, краставца, соли и маслиновог уља. Пржене лигње често се служе уз тартар.

### Кипар
На Кипру је ово јело познато под називом ταλαττουρι (талатури)  и није супа попут бугарског тартара већ више сос за потапање. Направљен је од процеђеног јогурта, исечених краставаца, млевених ченова белог лука и посут сушеном наном или ориганом и/или маслиновим уљем.

### Блиски исток
У Ираку се ово јело, које се назива џаџик често служи као мезе. Може да се служи уз алкохолна пића, посебно Арак, пиће налик на Узо направљено од датуле. У Ирану је познат као mast o khiar.

### Слична јела
У варијацији са Кавказа, названој овдух, користи се кефир уместо јогурта. То се може прелити смешом поврћа, јаја и шунке да би се створила варијанта окрошке, која се понекад назива и кавкаска окрошка. Мизериа је још једна варијација из Пољске, која користи исте састојке, али користи киселу павлаку уместо јогурта.
У јужној Азији се слично јело прави од јогурта, краставца, соли и млевеног кима (понекад такође укључујући лук) звано раита.
У Ирану је ash-e doogh друга врста супе од јогурта; уместо краставаца садржи разнолико биље као што су босиљак, празилук, нана, црни бибер и суво грожђе. У овом стилу, понекад се сушени чипс од хлеба, сецкани ораси или суво грожђе стављају у јело непосредно пре служења.